# Sojus 37
Sojus 37 ist die Missionsbezeichnung für den am 23. Juli 1980 gestarteten Flug eines sowjetischen Sojus-Raumschiffs zur sowjetischen Raumstation Saljut 6. Es war der zwölfte bemannte  Besuch eines Sojus-Raumschiffs bei dieser Raumstation und der 59. Flug im sowjetischen Sojusprogramm.

## Besatzung

### Startbesatzung
- Wiktor Wassiljewitsch Gorbatko (3. Raumflug), Kommandant
- Phạm Tuân (1. Raumflug), Bordingenieur (Vietnam)

Gorbatko war damit achter sowjetischer Kosmonaut, der es auf drei Raumflüge brachte.

### Ersatzmannschaft
- Waleri Fjodorowitsch Bykowski, Kommandant
- Bui Thanh Liem, Bordingenieur (Vietnam)

### Rückkehrbesatzung
- Leonid Iwanowitsch Popow (1. Raumflug), Kommandant
- Waleri Wiktorowitsch Rjumin (3. Raumflug), Bordingenieur

## Missionsüberblick
Es war die siebte Besuchsmannschaft (Saljut 6 EP-7), die die Station Saljut 6 besuchte. Auch dieser Besuch fand im Rahmen des Interkosmos-Programms statt. Während des Besuches arbeitete die vierte Stammmannschaft Saljut 6 EO-4 mit Leonid Popow und Waleri Rjumin an Bord. Zum Forschungsprogramm der sechsten Interkosmosmannschaft (ca. 30 Experimente, darunter Erdbeobachtungen und -aufnahmen, Materialforschung, medizinische Untersuchungen) gehörten auch Untersuchungen zum Wachstum einer Algenfarnart aus Vietnam, die für zukünftige geschlossenen Lebenserhaltungssysteme in Frage kommt.
Gorbatko und Tuân kehrten mit dem Raumschiff Sojus 36 zur Erde zurück und hinterließen Sojus 37 der Stammbesatzung, die es am 11. Oktober 1980 zur Rückkehr zur Erde verwendeten. Popow und Rjumin hatten damit einen neuen Langzeitrekord für einen Raumflug aufgestellt, Rjumin dazu auch einen Rekord für die längste Gesamtdauer im Weltraum.